# Halmaheramys bokimekot

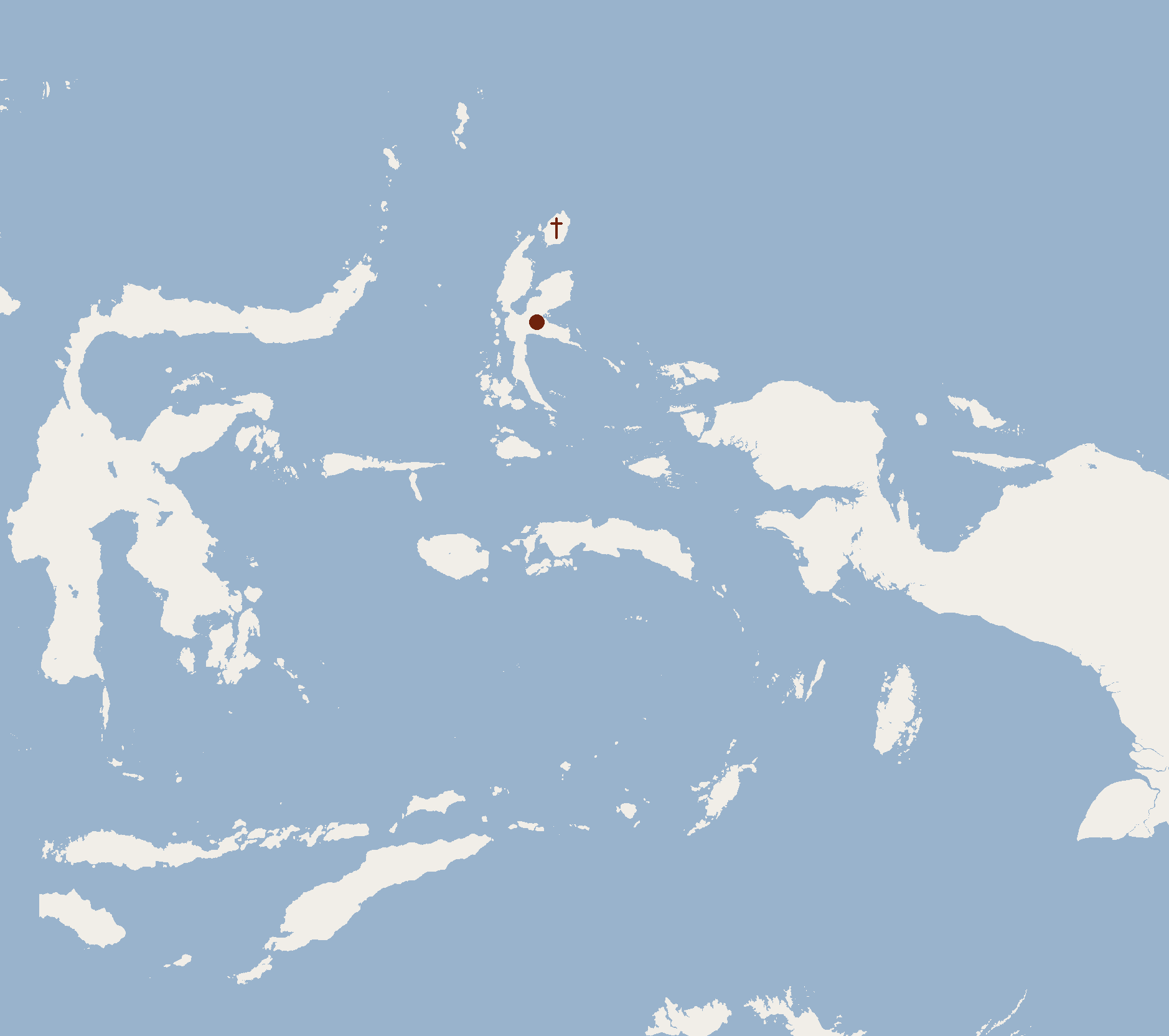
Distribución de Halmaheramys bokimekot

Halmaheramys bokimekot es una especie de roedor de la familia Muridae. Conforma el género Halmaheramys junto con la especie H. wallacei.

## Distribución geográfica
Es endémica de Halmahera, la mayor de las Islas Molucas (Indonesia).